# 短鬚盤唇鱨
短鬚盤唇鱨為輻鰭魚綱鯰形目倒立鯰科的其中一種，為熱帶淡水魚，分布於非洲肯亞Athi河流域，體長可達6.1公分，棲息在底中層水域，生活習性不明。

## 扩展阅读
維基物種上的相關：短鬚盤唇鱨